# Post-Britpop
La post-Britpop est un sous-genre musical du rock alternatif britannique, lancé par des groupes ayant émergé à la fin des années 1990 et au début des années 2000 après le pic commercial de la Britpop,,,,,, inspiré par des groupes comme Pulp, Oasis et Blur, mais sans paroles directement dirigées vers la culture britannique et avec un peu plus d'éléments de rock américain et indépendant, et de musique expérimentale. Les groupes de post-Britpop, auparavant groupes dans d'autres genres, mais popularisés après le déclin de la Britpop, comme Radiohead et The Verve, et des nouveaux groupes comme Travis, Stereophonics, Feeder et en particulier Coldplay, atteignent plus de succès à l'international que la plupart des groupes de Britpop qui les précèdent, et deviennent ainsi les groupes les plus populaires de la fin des années 1990 et du début des années 2000.

## Caractéristiques

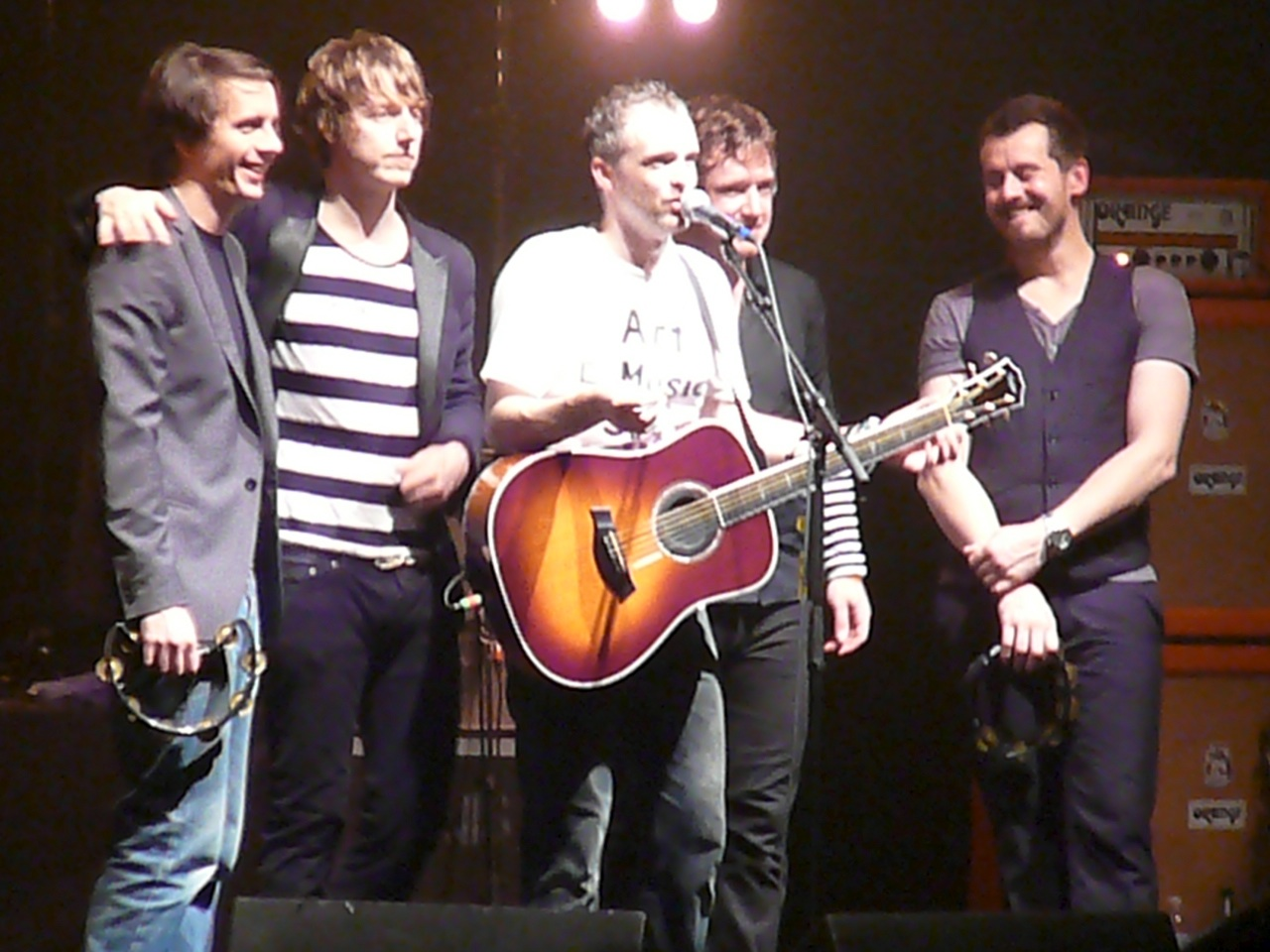
Travis, un des groupes de post-Britpop à s'être popularisé à l'international, sur scène à Los Angeles en 2007.

La plupart des groupes de post-Britpop ne veulent pas se considérer Britpop à la période durant laquelle ils produisent des chansons dérivées de ce dernier,. La musique de ces groupes fait usage de morceaux de guitare, souvent mêlés à des éléments de rock britannique traditionnelle (ou British trad rock) en particulier celle des Beatles, Rolling Stones et des Small Faces qui se mêlent à des éléments de musique américaine. Les groupes de post-Britpop font également usage d'éléments sonores spécifiques dérivés des musiques pop et rock britanniques des années 1970. Popularisés dans tout le Royaume-Uni, les thèmes de leur musique se centrent beaucoup moins sur la quotidien britannique, anglais et londonien, et sont plus introspectifs qu'ils ne l'étaient dans la Britpop pendant son apogée,,,. Ceci, accompagné d'une tentative de séduire le public et la presse spécialisée américaine, aide un nombre de groupes à atteindre le succès à l'international. Ils représentent l'image de la rock star incarnée par une personne ordinaire, ou boy-next-door, et leur musique mélodique est considérée comme « fade ».

## Histoire

### Origines
Vers 1997, alors que l'insatisfaction touche le concept de la Cool Britannia et la Britpop, des groupes en plein essor évitent d'être étiquetés Britpop à la période durant laquelle ils produisent des chansons dérivées de ce dernier,. Des groupes auparavant populaires dans les années 1990, sans pour autant faire partie de la scène Britpop, impliquent The Verve et Radiohead. À la suite du déclin de la Britpop, ils parviennent à attirer l'attention du public et de la presse spécialisée. L'album des Verve Urban Hymns (1997) est un succès planétaire et le groupe atteint son pic de popularité avant sa séparation en 1999, tandis que Radiohead se popularisent avec leur album OK Computer (1997), et ses suites Kid A (2000) et Amnesiac (2001).

### Scènes en développement

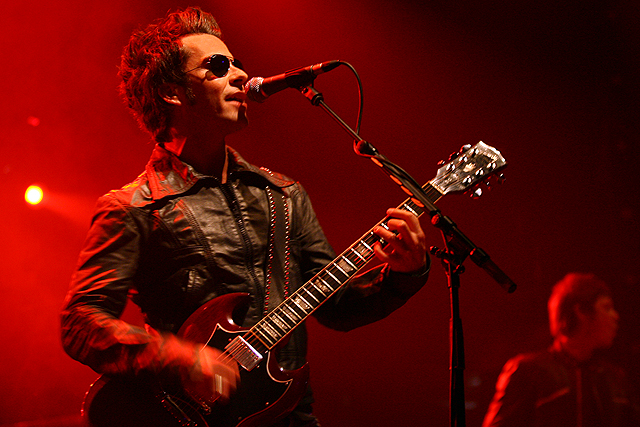
Kelly Jones des Stereophonics sur scène à Hambourg, Allemagne, en 2007.

La scène musicale et culturelle en Écosse, surnommée Cool Caledonia par certains éléments de presse, produit un nombre de groupes alternatifs populaires comme The Supernaturals de Glasgow, dont le single réédité Smile (1997) atteint la 25e place des classements britanniques, et dont l'album It Doesn't Matter Anymore (1997) atteint le top 10, mais ne parvient pas à percer à l'international. Travis, également de Glasgow, est l'un des premiers groupes de rock majeurs à émerger dans la scène post-Britpop. Avec leur usage des hooks et du rock inspiré par Oasis, ils passent de l'album au thème personnel Good Feeling (1997), au succès avec The Man Who (1999), et au politiquement et socialement conscient 12 Memories (2003) et sont crédités pour avoir popularisé voire créé le sous-genre post-Britpop. Originaires d'Édimbourg, Idlewild, plus inspiré par le post-grunge, ne parviennent pas à atteindre le top 50 britannique avec leur second album Hope Is Important (1998), mais produisent trois albums parvenus au top 20, en particulier The Remote Part (2002), et le single You Held the World in Your Arms, qui atteindront la 3e place des classements britanniques. Popularisé à l'international, le groupe ne parvient pas à se faire connaitre aux États-Unis.
Le premier groupe important à percer de la scène post-Britpop galloise, surnommée Cool Cymru, est Catatonia, dont le single Mulder and Scully (1998) atteint le top 10 au Royaume-Uni, et dont l'album International Velvet (1998) atteint la première place ; le groupe est cependant incapable de se faire connaître aux États-Unis et, à la suite de nombreuses divergences personnelles, se sépare à la fin du siècle,. Les Stereophonics, également gallois, font usage d'éléments de post-grunge et de hardcore dans leur album Performance and Cocktails (1999), avant de se centrer sur la mélodie dans Just Enough Education to Perform (2001) et les autres albums qui succèdent,. Également gallois, les Feeder, initialement inspirés par le post-grunge, produisent un son axé hard rock qui mènera au succès de leur single Buck Rogers et de leur album Echo Park (2001). Après le décès de leur batteur Jon Lee, ils se concentrent sur un mode introspectif sur leur album à succès Comfort in Sound (2002).

### Pic commercial

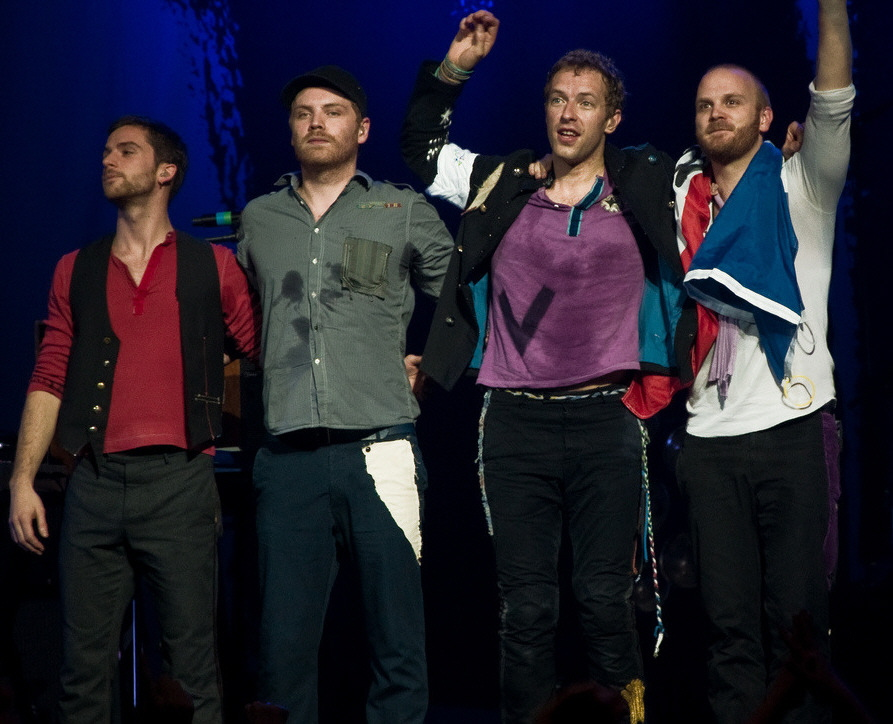
Coldplay, le groupe de post-Britpop le plus populaire, sur scène en 2008.

Ces groupes sont suivis par d'autres partageant les mêmes aspects musicaux, comme Snow Patrol, originaire d'Irlande du Nord, Elbow, Embrace, Starsailor, Doves et Keane,. Le groupe le plus rentable du milieu est Coldplay, dont le premier album Parachutes (2000) certifié à multiple reprises disque de platine les aide à se populariser à l'international et se font connaître à peine leur second album A Rush of Blood to the Head (2002) sorti,.

### Fragmentation
Des groupes comme Coldplay, Starsailor et Elbow, dont les paroles et le tempo sont introspectifs, se font négativement qualifier, au début des années 2000, de « fades » et « sans intérêt », tandis que des groupes de la vague garage rock ou post-punk revival, comme The Hives, The Vines, The Strokes, et The White Stripes, qui émergent à cette période, sont bien accueilli par la presse spécialisée. Cependant, certains de ces groupes, en particulier Travis, Stereophonics et Coldplay, continuent à enregistrer et atteignent le succès commercial au début de 2000,,. Le terme de post-Britpop s'étend pour y inclure des groupes ayant émergé au début des années 2000 comme Razorlight, Kaiser Chiefs, Arctic Monkeys et Bloc Party considérés comme la « seconde vague de la Britpop. »